# Ronald Waterreus
 (janvier 2022).
Ronald Waterreus est un footballeur international néerlandais né le 25 août 1970 à Vaals. Il évoluait au poste de gardien de but.

## Biographie

### En club
Ronald Waterreus évolue aux Pays-Bas, en Angleterre, en Écosse et aux États-Unis. Il est le gardien titulaire dans les cages du PSV Eindhoven pendant dix saisons.
Il dispute 356 matchs en première division néerlandaise, 49 matchs en première division écossaise, et 18 matchs en Major League Soccer.
Il remporte notamment quatre titres de champion des Pays-Bas avec le PSV Eindhoven, et un titre de champion d'Écosse avec les Rangers.
Il participe également aux compétitions continentales européennes, et dispute 47 matchs en Ligue des champions, 25 matchs en Coupe de l'UEFA, et quatre rencontres en Coupe des coupes. Avec le club écossais des Rangers, il atteint les huitièmes de finale de la Ligue des champions en 2006, en étant éliminé par le club espagnol de Villarreal.

### En équipe nationale
Ronald Waterreus reçoit sept sélections en équipe des Pays-Bas.
Il joue son premier match en équipe nationale le 15 août 2001, en amical contre l'Angleterre (victoire 0-2). Il joue son dernier match le 1er juin 2004, en amical contre les Îles Féroé (victoire 3-0).
En 2004, il est retenu par le sélectionneur Dick Advocaat afin de participer au championnat d'Europe organisé au Portugal. Lors de cette compétition, il officie comme gardien remplaçant et ne joue aucun match. Les Pays-Bas s'inclinent en demi-finale face au pays organisateur.

## Palmarès
- Champion des Pays-Bas en 1997, 2000, 2001 et 2003 avec le PSV Eindhoven
- Champion d’Écosse en 2005 avec les Glasgow Rangers
- Vainqueur de la Coupe de la Ligue écossaise en 2005 avec les Glasgow Rangers
- Vainqueur de la Coupe de Pays-Bas en 1996 avec le PSV Eindhoven
- Finaliste de la Coupe de Pays-Bas en 2001 avec le PSV Eindhoven
- Vainqueur de la Supercoupe des Pays-Bas en 1996, 1998, 2000, 2001 et 2003 avec le PSV Eindhoven
- Élu meilleur gardien du championnat néerlandais lors de la saison 2000-2001